# Lanceola felina
Lanceola felina är en kräftdjursart. Lanceola felina ingår i släktet Lanceola och familjen Lanceolidae. Inga underarter finns listade i Catalogue of Life.